# ایمبرزاگو
ایمبرزاگو (به ایتالیایی: Imbersago) یک کومونه در ایتالیا است که در استان لکو واقع شده‌است. ایمبرزاگو ۳٫۱ کیلومتر مربع مساحت و ۲٬۴۳۱ نفر جمعیت دارد و ۲۴۹ متر بالاتر از سطح دریا واقع شده‌است.